# Aerials (filme)
Aerials é um filme de ficção científica de 2016 dos Emirados Árabes Unidos, estabelecido na cidade de Dubai. O filme é dirigido por S.A.Zaidi e produzido por Ghanem Ghubash, estrelando por Saga Alyasery, Ana Druzhynina e Mansoor Alfeeli. Ele é considerado o primeiro filme de ficção científica dos Emirados Árabes, e possivelmente do Oriente Médio.

## Sinopse
A Terra é invadida por alienígenas do espaço exterior. Um casal que vive na cidade de Dubai fica confinado à sua casa devido à incerteza da situação. Desconectados do mundo exterior devido à perda de comunicação, eles exploram em torno de suas diferenças culturais na ciência, a fim de compreender a razão por trás dos visitantes que chegaram ao nosso planeta; apenas para encontrarem-se presos entre uma série de encontros extraterrestres em sua própria casa.[carece de fontes?]

## Elenco
- Saga Alyasery como Omar
- Ana Druzhynina como Esposa de Omar
- Mansoor Alfeeli como Marwan
- Mohammad Abu Diak como Garoto no carro
- Pascale Matar como Sara
- Luke Coutts como Garoto do seguro
- Abeer Mohammed como Âncora de notícias árabe
- Tamara Ljubibratic como Âncora de notícias #1
- Derrik Sweeney como Âncora de notícias #2

## Produção
O diretor do filme, Zaidi, diz que estava orgulhoso pois a produção é "a única" com uma animação 3D. O próprio acrescentou dizendo que o filme foi financiado por partes privadas, incluindo ele e o produtor, Ghanem. Acrescentou:
| “ | Já estamos filmando por quase dois anos, então estamos sendo exigentes com os distribuidores - precisamos levá-lo nos cinemas para recuperar nosso dinheiro | ” |

## Lançamento
O trailer oficial do filme foi lançado no Middle East Film and Comic Con, em Dubai e na IGN Middle East Abu Dhabi. O filme foi lançado nos cinemas dos Emirados Árabes Unidos em 16 de junho de 2016.